# Frans Van Cauwelaert
Franciscus Joannes Van Cauwelaert, detto Frans (Onze-Lieve-Vrouw-Lombeek, 10 gennaio 1880 – Anversa, 17 maggio 1961), è stato un politico e avvocato belga, presidente della Camera dei rappresentanti del Belgio dal 21 aprile 1939 al 12 marzo 1954. È stato membro del Movimento fiammingo, professore di psicologia presso la Katholieke Universiteit Leuven (Lovanio), sindaco di Anversa (1921-1932), e cofondatore del quotidiano De Standaard.

## Biografia

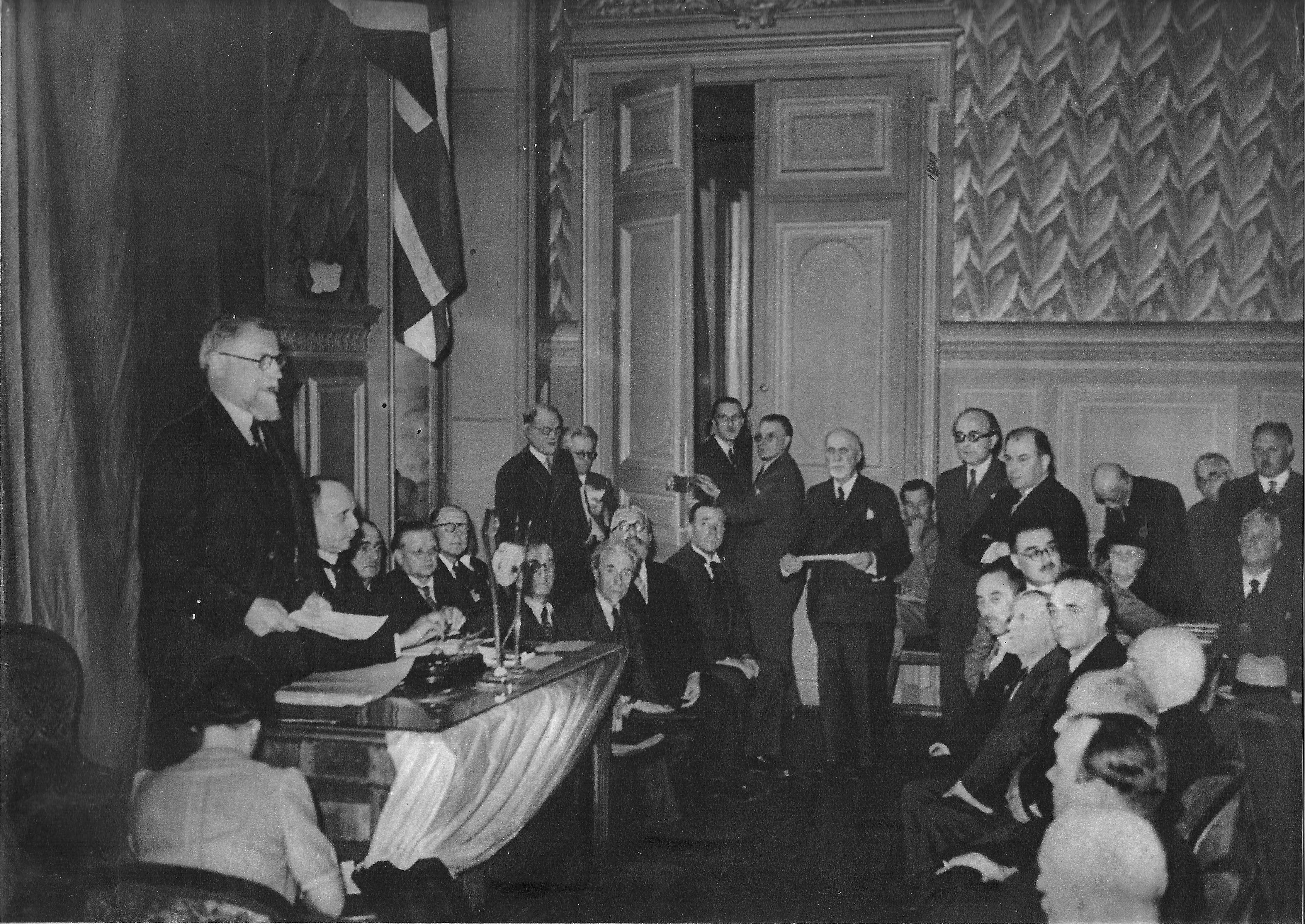
Frans Van Cauwelaert alla fine del maggio 1940 a Limoges con i parlamentari.

Figlio di un contadino, Van Cauwelaert è nato a Onze-Lieve-Vrouw-Lombee. 
Frequenta il liceo al piccolo seminario di Hoogstraten, dove agli alunni, secondo le usanze del tempo, non era permesso parlare in olandese. Ha poi continuato a studiare scienze naturali e medicina presso la Katholieke Universiteit Leuven, dove ha ottenuto la sua candidatura nel 1904. Si è laureato nel 1905 in filosofia tomista e nel 1913 in giurisprudenza.
Combatté per l'uso della lingua olandese all'Università di Gand, insieme al socialista Camille Huysmans e al liberale Louis Franck. Nel 1911 i tre proposero un progetto di legge per il parlamento belga, che ebbe origine da Lodewijk De Raet per l'uso dell'olandese invece del francese all'Università di Gand.
Frans Van Cauwelaert fu membro della Camera dei rappresentanti belga dal 1910 fino alla sua morte nel 1961. Fu nominato Ministro di Stato nel 1931. Nel governo guidato da Charles de Broqueville, Van Cauwelaert fu ministro del Commercio, della Classe media e del Commercio estero (gennaio-giugno 1934) e ministro dell'Agricoltura e degli Affari economici (giugno-novembre 1934). Van Cauwelaert prestò servizio nel governo guidato da Georges Theunis come ministro dell'Agricoltura e della Classe media e come ministro dei Lavori pubblici (novembre 1934-gennaio 1935), fino a quando si dimise a causa di uno scandalo finanziario. Dal 1939 al 1954, fu presidente della Camera dei rappresentanti belga e visse in esilio a New York durante l'occupazione tedesca (maggio 1940-settembre 1944).
Morì ad Anversa.

## Famiglia
Il figlio più giovane, Jan, divenne vescovo cattolico e morì all'età di 102 anni come uno dei vescovi più anziani della Chiesa.

## Pubblicazioni
- (postumo) Gedenkschriften over Vlaamse Beweging en Belgische politiek. Uit het archief van Frans Van Cauwelaert 1, 1971
- Mia VAN MECHELEN, Uit de briefwisseling van Frans Van Cauwelaert, 1985-1986.